# Aphantophryne sabini
Aphantophryne sabini és una espècie de granota de la família Microhylidae que viu a Papua Nova Guinea.